# Homero Aridjis

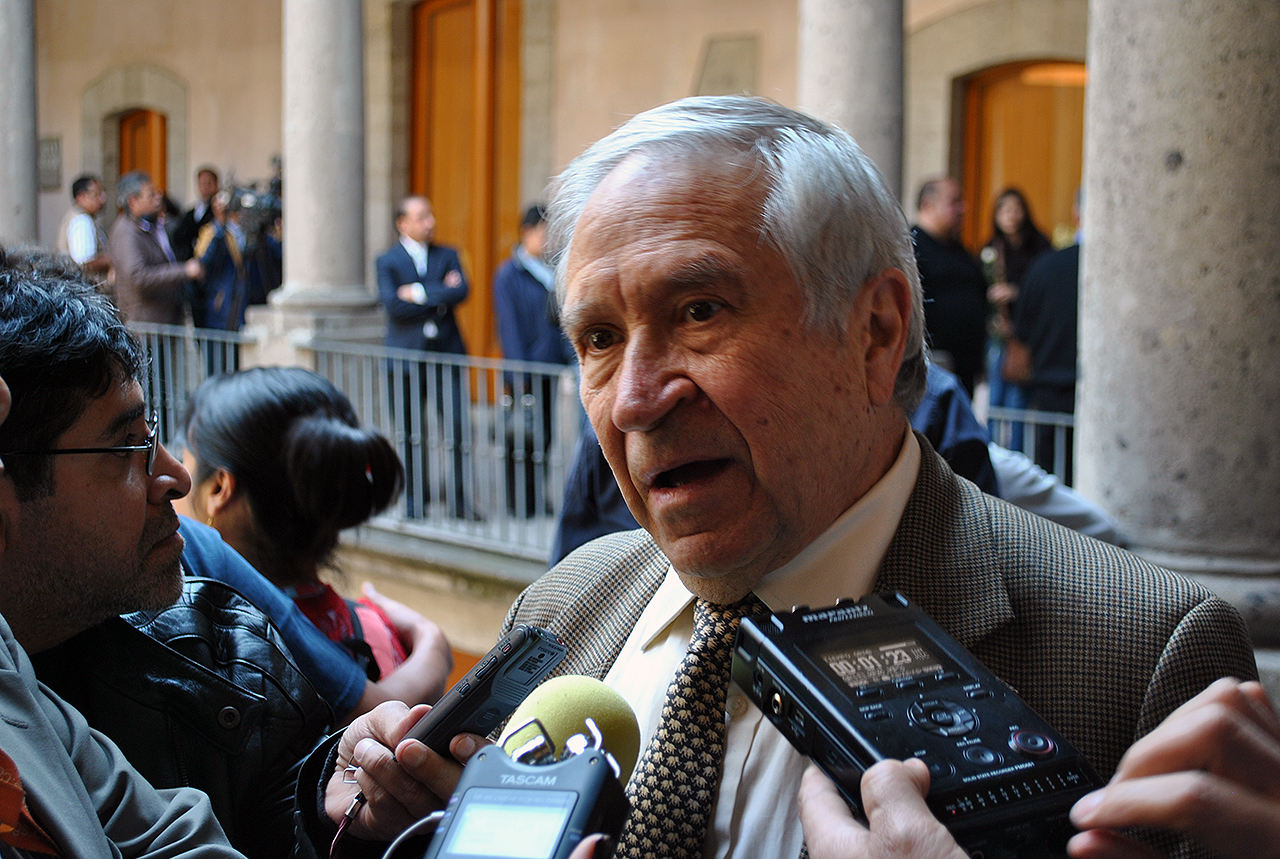
Homero Aridjis (2014)

Homero Aridjis Fuentes (* 6. April 1940 in Contepec, Michoacán) ist ein mexikanischer Schriftsteller, Umweltaktivist und ehemaliger Diplomat. Er gilt als einer der bedeutendsten zeitgenössischen Literaten Lateinamerikas.

## Leben
Homero Aridjis wurde 1940 in der Stadt Contepec im Küsten-Bundesstaat Michoacán als jüngster von fünf Söhnen geboren. Seine Mutter war gebürtige Mexikanerin, sein Vater stammte ursprünglich aus Griechenland und war 1922 kurz vor der türkischen Einnahme der Stadt Smyrna während des Griechisch-Türkischen Krieges aus der heute Izmir genannten Hafenstadt entkommen und nach Mexiko geflohen. Sein väterlicher Großvater war 1908 aus Athen an die damals griechische und heute türkische Küste der Ägäis gezogen, um sich als Bauer ein neues Leben aufzubauen. Mit zehn Jahren schoss sich der junge Aridjis versehentlich selbst in den Bauch – mit einer Waffe eines seiner älteren Brüder – und überlebte mit schweren Verletzungen. Danach begann er Schach zu spielen und zeigte recht bald ein großes Talent; ein weiteres Interessenfeld entwickelte er in der Literatur. Zunächst las er Werke von Homer, Charles Dickens und russischer Autoren wie Dostojewski, begann aber auch, selbst Texte zu verfassen, vor allem Poesie. Bereits mit 19 Jahren erhielt er ein Stipendium des Centro Mexicano de Escritores (deutsch etwa Mexikanisches Schriftstellerzentrum), wo er eine literarische Ausbildung von Juan José Arreola erhielt. Arreola ermutigte Aridjis damals zu einer Karriere als Schachspieler und bot sich als sein Manager an, doch Aridjis entschied sich für die Literatur. Danach studierte er in Mexiko-Stadt Literaturwissenschaft und Philosophie an der Nationalen Autonomen Universität von Mexiko. 1964 erhielt er den Premio Xavier Villaurrutia für die beste mexikanische Buchveröffentlichung des Jahres, als damals jüngster Gewinner in der Geschichte des Preises.
1966 besuchte Aridjis neben anderen führenden lateinamerikanischen Schriftstellern den Kongress des Autorenverbandes PEN International in New York City. Am Rand dieser Veranstaltung erhielt er ein Guggenheim-Stipendium. Aridjis selbst hatte zunächst vorgeschlagen, für das Stipendium Dante Alighieris Göttliche Komödie ins Spanische zu übersetzen, doch das Stipendiumskuratorium das Stipendium vergab an den Mexikaner zur Förderung seiner eigenen Dichtkunst. Durch dieses erste Guggenheim-Stipendium – ein zweites folgte etwa zehn Jahre später – konnte er Ende der 1960er zwei Jahre in Europa verbringen, wo er sich unter anderem mit dem französischen Dichter Henri Michaux anfreundete. Danach verbrachte er auch einige Zeit in den Vereinigten Staaten, wo er verschiedene akademische Positionen innehatte. Zunächst war er für ein Semester Gastprofessor an der University of Indiana, dann arbeitete er zwei Jahre in der gleichen Rolle an der New York University. In beiden Fällen beschäftigte er sich akademisch mit der mexikanischen Literatur. Auch wenn er später noch an anderen US-amerikanischen und europäischen Universitäten als Gastdozent aktiv war, trat er Anfang der 1970er zunächst in den diplomatischen Dienst seines Heimatlandes ein. Von 1972 bis 1976 war er Kulturattaché an der mexikanischen Botschaft in Den Haag, bevor er ein Jahr mexikanischer Botschafter in der Schweiz und dann bis 1979 Botschafter in den Niederlanden war.
1985 kehrte Aridjis dauerhaft nach Mexiko zurück. Dort betätigte er sich weiter in der Literaturbranche und veranstaltete drei Literaturfestivals und gründete in seinem Heimatbundestaat das Michoacán Institute of Culture. Gleichzeitig engagierte er sich auch in der Umweltbewegung. 1985 gründete er die Group of 100, oder Grupo de los Cien, eine Vereinigung ähnlich gesinnter Künstler und Intellektueller. Mit seiner Fürsprache und der Unterstützung der Grupo de los Cien wurden in Mexiko unter anderem Schutzgebiete für Monarchfalter (Mariposa Monarca), Meeresschildkröten und Grauwale eingerichtet. Weitere Aktionen der Gruppe um Aridjis betrafen unter anderem der Schutz der Kulturen der indigenen Völker Mexikos, der erfolgreiche Protest gegen die geplante Auslieferung von radioaktiv kontaminierten Milchpulver in Mexiko nach der Nuklearkatastrophe von Tschernobyl, die Bewahrung antiker Ruinen der Maya und Kampagnen gegen die Luftverschmutzung in Mexiko-Stadt. Aus dem Umkreis der Gruppe ging auch die sogenannte Morelia Declaration für mehr Umweltschutz hervor, die auf der Konferenz der Vereinten Nationen über Umwelt und Entwicklung 1992 präsentiert wurde. Das US-amerikanische Think-Tank Foreign Policy in Focus nannte ihn 2012 „einen der führenden Umweltaktivisten Lateinamerikas“. Für seine Arbeit wurde Aridjis mehrfach mit dem Tode bedroht; Ende der 1990er lebte er für ein Jahr mit seiner Familie unter Polizeischutz. Zwischen 2007 und 2010 war er auch mexikanischer Botschafter bei der UNESCO.
Derweil übernahm er auch mehrfach institutionelle Positionen. Von 1997 bis 2003 war er für zwei Amtszeiten Präsident von PEN International, was als Signal gegen einen eurozentrischen Kurs des Schriftstellerverbandes verstanden wurde. Von 2015 bis 2019 war er Präsident der Swedenborg Society, einer Londoner literarischen Gesellschaft in Erinnerung an Emanuel Swedenborg. Aridjis ist seit 1965 mit der Übersetzerin Betty Ferber verheiratet. Die beiden sind Eltern zweier Töchter, der Schriftstellerin Chloe Aridjis und der Filmemacherin Eva Aridjis.

## Schriftstellerisches Werk
Aridjis veröffentlichte insgesamt mehr als 40 verschiedene Werke, von denen sich der Großteil auf Gedichtsammlungen und Romane verteilt. Ferner verfasste er auch Kinderbücher, Essays bzw. Essaybände, Kurzgeschichten und Dramen. In den 2000ern arbeitete er auch als Kolumnist für die mexikanische Tageszeitung Reforma. Er selbst gab daneben auch eigene literarische Periodika heraus. Neben einzelnen bilingualen Werken schreibt Aridjis vorwiegend auf Spanisch. Mehrere Werke wurden von seiner eigenen Ehefrau Betty Ferber ins Englische übersetzt, auch seine Tochter Chloe und andere Schriftsteller wie Lawrence Ferlinghetti, W. S. Merwin und Kenneth Rexroth übertrugen Aridjis’ Texte ins Englische. Zumindest einzelne Übersetzungen erfolgten auch in über ein Dutzend weiterer Sprachen. Zu den literarischen Themen seiner Werke gehören unter anderem der Kontakt zwischen den indigenen Kulturen Lateinamerikas und den europäischen Kolonisatoren, die Geschichte seines Vaters bzw. die Vertreibung der griechischen Bevölkerung aus Smyrna und Motive aus der griechischen Mythologie. In vielen Texten greift er auch Umweltthematiken auf. Teilweise finden sich in Aridjis Werken auch autobiographische Motive.
Das niederländische John Adams Institute bezeichnete Aridjis 1991 als „einer von Mexikos herausragendsten Autoren/Poeten“, die Poetry Foundation nennt ihn in ihrem Porträt von Aridjis „einen der führenden Poeten Mexikos“, der als „‘poetische Seele’ der Umweltbewegung Mexikos“ gelte. Die Website poets.org der Academy of American Poets bezeichnet Aridjis als „Mexikos bedeutendsten Poeten“, eine Beschreibung, die er nach dem Tod von Octavio Paz vererbt bekommen habe. Das Internationale Literaturfestival Berlin führte in seinem Porträt von Aridjis an, dieser gelte als „grünes Gewissen“ Mexikos. Das französische Kulturmagazin Purple zählte Aridjis neben Octavio Paz, Carlos Fuentes und Gabriel García Márquez zu den „Hauptfigur[en] der lateinamerikanischen Literatur“. Aridjis zeichne sich durch „seine pantheistische Vorstellungskraft und poetische Lyrik“ aus und „personifiziert die Kraft der Mythen und Wörter“. Das Los Angeles Review of Books ordnete Aridjis anlässlich seines 80. Geburtstags als „einen der größten lebenden Schriftsteller der spanisch-sprechenden Welt“ ein, der sich durch einen sonst „seltenen Humanismus“ auszeichne, eine „Poesie der Nature geschaffen und unsere Beziehung mit dem Planeten erkundet“ habe. Der Mexikaner setze sich in vielen Werken mit mythologischen Themen sowie der Vergangenheit auseinander. Landschaften würden häufig eine mythische Überhöhung durch Aridjis erfahren, auch greife er regelmäßig Gottheiten und historische Persönlichkeiten auf. Im Gegensatz zu anderen Literaten Lateinamerikas seiner Zeit arbeite Aridjis dagegen weniger mit Ironie und Metafiktion.

## Auszeichnungen (Auswahl)
- 1964: Premio Xavier Villaurrutia, für Mirándola dormir[6]
- 1987: Global 500 Award[4]
- 1992: Premio Grinzane Cavour, für die beste internationale Fiktion[4]
- 1993: Ehrendoktor des Indiana University System[10]
- 1997: Prix Roger Caillois[2]
- 1999: Environmentalist of the Year des Magazins Latin Trade[4]
- 2000: John Hay Award der Orion Society[4]
- 2013: Premio Letterario Camaiore international[6]
- 2016: Violani Landi Award der Universität Bologna, in der Kategorie Lebenswerk national / international[6][13]
- 2019: „Ehrengast“ des Premio Laudomia Bonanni[14]

## Werke (Auswahl)
Romane
- Ta tumba de Filidor. La palabra, México 1961.
- Mirándola dormir. Joaquín Mortiz, México 1964.
- Perséfone. Joaquín Mortiz, México 1967.
- El poeta niño. Fondo de Cultura Económica, México 1971, ISBN 968-16-1655-3.
- 1492, vida y tiempos de Juan Cabezón de Castilla. Siglo Veintiuno Editores, México 1985, ISBN 968-23-1340-6.
- El último Adán ; seguido de Noche de independencia ; y Playa nudista. Joaquín Mortiz, México 1986, ISBN 968-27-0224-0.
- Memorias del Nuevo Mundo. Editorial Diana, México 1988, ISBN 968-13-1875-7.
- La leyenda de los soles. Fondo de Cultura Económica, México 1993, ISBN 968-16-3952-9.
- El señor de los últimos días: Visiones del año mil. Alfaguara, 1994, ISBN 968-19-0226-2.

Gedichtbände
- Los espacios azules. Joaquín Mortiz, México 1969.
- Tiempo de ángeles. Fondo de Cultura Económica, México 1997, ISBN 968-6258-47-7.
- Betty Ferber, George McWhirter (Hrsg.): Eyes to See Otherwise. Carcanet, Manchester 2001, ISBN 1-85754-543-5.
- Stephen McNeilly (Hrsg.): An Angel Speaks: Selected Poems. Swedenborg Society, London 2015, ISBN 978-0-85448-181-1.
- Self-Portrait in the Zone of Silence. New Directions, New York City 2023, ISBN 978-0-8112-3173-2.

Weitere Werke
- mit Betty Ferber: News of the Earth. Mandel Vilar Press, Simsbury 2017, ISBN 978-1-942134-09-1.
- María la Monarca. Ediciones Castillo Infantil, Mexiko-Stadt 2014, ISBN 978-6-07516864-7.